# Arquidiocese de Regina
A Arquidiocese de Regina (Archidiœcesis Reginatensis) é uma circunscrição eclesiástica da Igreja Católica situada em Regina, Saskatchewan, Canadá. Seu Arcebispo atualmente é Donald Joseph Bolen. Sua Sé é a Catedral de Nossa Senhora do Rosário.
Possui 167 paróquias servidas por 102 padres, contando com 412 mil habitantes, com 30,5% da população jurisdicionada batizada.

## História
A diocese de Regina foi erigida em 4 de março de 1910, com território recebido da arquidiocese de Saint-Boniface.
Em 4 de dezembro de 1915, foi elevada à categoria de arquidiocese metropolitana com a bula Inter praecipuas do Papa Bento XV.
Em 31 de janeiro de 1930 cedeu uma parte de seu território para a criação da Diocese de Gravelbourg, que foi suprimida em 14 de setembro de 1998, compartilhando a terra entre a arquidiocese madrinha e a Diocese de Saskatoon.

## Prelados
| #          | Nome                        | Período    | Notas                        |
| Arcebispos | Arcebispos                  | Arcebispos | Arcebispos                   |
| ---------- | --------------------------- | ---------- | ---------------------------- |
| 8º         | Donald Joseph Bolen         | 2016-atual |                              |
| 7º         | Daniel Joseph Bohan †       | 2005-2016  |                              |
| 6º         | Peter Joseph Mallon †       | 1995-2005  |                              |
| 5º         | Charles Aimé Halpin †       | 1973-1994  |                              |
| 4º         | Michael Cornelius O'Neill † | 1947-1973  |                              |
| 3º         | Peter Joseph Monahan †      | 1935-1947  |                              |
| 2º         | James Charles McGuigan †    | 1930-1934  | Nomeado Arcebispo de Toronto |
| 1º         | Olivier Elzéar Mathieu †    | 1915-1929  |                              |
| Bispo      |                             |            |                              |
| 1º         | Olivier Elzéar Mathieu †    | 1911-1915  |                              |